# Charlotte Lutz
Charlotte Lutz (* 17. Mai 2005 in Hochfelden) ist eine französische Tischtennisspielerin.

## Werdegang
Charlotte Lutz begann als Fünfjährige mit dem Tischtennisspielen, da auch ihre ältere Schwester Camille Tischtennis spielte. Ihren ersten größeren Titel gewann sie 2018 bei den französischen Jugendmeisterschaften. 2019 gewann sie mit dem Team die Goldmedaille bei den Kadetten-Europameisterschaften. 2020 und 2021 folgten weitere Titel auf nationaler Ebene und zwei Bronzemedaillen im Einzel und im Team bei den Jugendeuropameisterschaften.
2022 trat sie erstmals im Erwachsenenbereich auf, wo sie bei den französischen Meisterschaften Dritte wurde. Im folgenden Jahr wurde sie nach einer Finalniederlage gegen Audrey Zarif Zweite. Bei der Tischtennisweltmeisterschaft 2024 belegte sie mit Frankreich den dritten Platz. Bei den Olympischen Spielen im selben Jahr in Paris nahm sie mit der Mannschaft teil, scheiterte im Achtelfinale aber an Thailand. Ihren ersten Titel im Seniorenbereich errang sie 2025 im Mixed-Doppel mit Flavien Coton bei den französischen Meisterschaften. Bei der WM im selben Jahr scheiterte sie im Sechzehntelfinale an Sun Yingsha. Das Champions-League-Finale in diesem Jahr verlor sie mit ihrem Verein Metz TT gegen den ttc berlin eastside.